# Guido Marilungo
Guido Marilungo (ur. 9 sierpnia 1989 roku w Montegranaro) – włoski piłkarz występujący na pozycji napastnika we włoskim klubie Spezia. Były młodzieżowy reprezentant Włoch.

## Kariera klubowa
W 2003 roku Marilungo przeprowadził się ze swojego rodzinnego Montegranaro do Genui, gdzie rozpoczął treningi w miejscowej Sampdorii. W trakcie sezonu 2008/2009 został włączony do seniorskiej kadry swojego klubu. W Serie A zadebiutował 18 stycznia 2009 roku w przegranym 0:2 meczu z US Palermo, kiedy to w 81. minucie zmienił Paolo Sammarco. Po raz pierwszy w wyjściowym składzie Sampdorii Marilungo pojawił się 26 kwietnia w pojedynku przeciwko Cagliari Calcio. Włoch strzelając gole w 26. i 43. minucie wyprowadził swój zespół na prowadzenie 2:0. W 56. minucie przy stanie 2:1 został zastąpiony przez Giampaolo Pazziniego, a wcześniej został ukarany żółtą kartką. Ostatecznie mecz zakończył się remisem 3:3. Kolejne spotkanie Marilungo rozegrał 9 maja, kiedy to trener Walter Mazzarri wystawił go w pierwszym składzie na pojedynek z Regginą Calcio. Napastnik rozegrał pełne 90 minut, na początku drugiej połowy strzelił gola, a Sampdoria zwyciężyła 5:0.
W czerwcu 2009 roku nowym szkoleniowcem Sampdorii został Luigi Delneri. W tym samym miesiącu Marilingo przedłużył swój kontrakt z drużyną do 2014 roku. 27 sierpnia piłkarz został wypożyczony do drugoligowego Lecce. 19 marca 2010 zdobył hat-tricka w zwycięskim 4:2 spotkaniu przeciwko Regginie. Marilungo o miejsce w ataku Lecce rywalizował z takimi zawodnikami jak Marino Defendi, Daniele Corvia, Alan-Pierre Baclet i Bryan Bergougnoux. Łącznie w 33 występach strzelił 13 goli.

## Kariera reprezentacyjna
31 marca 2009 roku w przegranym 0:2 meczu z Anglią Marilungo zadebiutował w reprezentacji Włoch do lat 20. 8 września tego samego roku po raz pierwszy wystąpił w drużynie do lat 21, a Włosi w spotkaniu eliminacyjnym do mistrzostw Europy juniorów pokonali 2:0 Luksemburg. 13 października Marilungo zdobył gola w zremisowanym 1:1 pojedynku przeciwko Bośni i Hercegowinie, a 17 listopada strzelił bramkę w wygranym 4:0 rewanżowym meczu z Luksemburgiem.